# Hiiesoo
Hiiesoo är en sumpmark i Estland.   Den ligger i landskapet Ida-Virumaa, i den nordöstra delen av landet, 130 km öster om huvudstaden Tallinn.